# Grand Prix Espoo 2023
Grand Prix Espoo 2023 – piąte w kolejności zawody łyżwiarstwa figurowego z cyklu Grand Prix 2023/2024. Zawody rozgrywano od 17 do 19 listopada 2023 roku w hali Espoo Metro Areena w Espoo.
Wśród solistów zwyciężył Japończyk Kao Miura, zaś w konkurencji solistek jego rodaczka Kaori Sakamoto. W parach tanecznych zwycięstwo odnieśli reprezentanci Niemiec Minerva Fabienne Hase i Nikita Wołodin. W parach tanecznych zwyciężyli Amerykanie Madison Chock i Evan Bates.

## Rekordy świata
| Rekordy świata (GOE±5) na moment rozpoczęcia zawodów (stan na 17 listopada 2023): | Rekordy świata (GOE±5) na moment rozpoczęcia zawodów (stan na 17 listopada 2023): | Rekordy świata (GOE±5) na moment rozpoczęcia zawodów (stan na 17 listopada 2023): | Rekordy świata (GOE±5) na moment rozpoczęcia zawodów (stan na 17 listopada 2023): | Rekordy świata (GOE±5) na moment rozpoczęcia zawodów (stan na 17 listopada 2023): | Rekordy świata (GOE±5) na moment rozpoczęcia zawodów (stan na 17 listopada 2023): |
| Konkurencja                                                                       | Segment                                                                           | Zawodnicy                                                                         | Punkty                                                                            | Zawody                                                                            | Data                                                                              |
| --------------------------------------------------------------------------------- | --------------------------------------------------------------------------------- | --------------------------------------------------------------------------------- | --------------------------------------------------------------------------------- | --------------------------------------------------------------------------------- | --------------------------------------------------------------------------------- |
| Soliści                                                                           | Nota łączna                                                                       | Nathan Chen                                                                       | 335,30                                                                            | Finał Grand Prix 2019                                                             | 7 grudnia 2019                                                                    |
| Soliści                                                                           | Program dowolny                                                                   | Nathan Chen                                                                       | 224,92                                                                            | Finał Grand Prix 2019                                                             | 7 grudnia 2019                                                                    |
| Soliści                                                                           | Program krótki                                                                    | Nathan Chen                                                                       | 113,97                                                                            | Zimowe igrzyska olimpijskie 2022                                                  | 10 lutego 2020                                                                    |
| Solistki                                                                          | Nota łączna                                                                       | Kamiła Walijewa                                                                   | 272,71                                                                            | Rostelecom Cup 2021                                                               | 27 listopada 2021                                                                 |
| Solistki                                                                          | Program dowolny                                                                   | Kamiła Walijewa                                                                   | 185,29                                                                            | Rostelecom Cup 2021                                                               | 27 listopada 2021                                                                 |
| Solistki                                                                          | Program krótki                                                                    | Kamiła Walijewa                                                                   | 90,45                                                                             | Mistrzostwa Europy 2022                                                           | 13 stycznia 2022                                                                  |
| Pary sportowe                                                                     | Nota łączna                                                                       | Sui Wenjing / Han Cong                                                            | 239,88                                                                            | Zimowe igrzyska olimpijskie 2022                                                  | 19 lutego 2022                                                                    |
| Pary sportowe                                                                     | Program dowolny                                                                   | Anastasija Miszyna / Aleksandr Gallamow                                           | 157,46                                                                            | Mistrzostwa Europy 2022                                                           | 13 stycznia 2022                                                                  |
| Pary sportowe                                                                     | Program krótki                                                                    | Sui Wenjing / Han Cong                                                            | 84,41                                                                             | Zimowe igrzyska olimpijskie 2022                                                  | 18 lutego 2022                                                                    |
| Pary taneczne                                                                     | Nota łączna                                                                       | Madison Chock / Evan Bates                                                        | 232,32                                                                            | World Team Trophy 2023                                                            | 14 kwietnia 2023                                                                  |
| Pary taneczne                                                                     | Taniec dowolny                                                                    | Madison Chock / Evan Bates                                                        | 138,41                                                                            | World Team Trophy 2023                                                            | 14 kwietnia 2023                                                                  |
| Pary taneczne                                                                     | Taniec rytmiczny                                                                  | Madison Chock / Evan Bates                                                        | 93,91                                                                             | World Team Trophy 2023                                                            | 13 kwietnia 2023                                                                  |

## Wyniki

### Soliści
| Poz. | Zawodnik         | Nota łączna | SP | SP    | FS | FS     |
| ---- | ---------------- | ----------- | -- | ----- | -- | ------ |
| 1    | Kao Miura        | 274,56      | 1  | 93,54 | 2  | 181,02 |
| 2    | Shun Satō        | 273,34      | 2  | 90,41 | 1  | 182,93 |
| 3    | Kévin Aymoz      | 250,03      | 5  | 73,94 | 3  | 176,09 |
| 4    | Matteo Rizzo     | 241,47      | 6  | 73,37 | 4  | 168,10 |
| 5    | Nikolaj Memola   | 221,25      | 7  | 72,11 | 5  | 149,14 |
| 6    | Koshiro Shimada  | 218,44      | 4  | 77,81 | 6  | 140,63 |
| 7    | Nikita Starostin | 201,15      | 8  | 71,99 | 9  | 129,16 |
| 8    | Iwan Szmuratko   | 200,67      | 10 | 66,30 | 7  | 134,37 |
| 9    | Liam Kapeikis    | 196,94      | 9  | 69,10 | 10 | 127,84 |
| 10   | Arlet Levandi    | 191,26      | 11 | 61,82 | 8  | 134,01 |
| 11   | Jimmy Ma         | 191,26      | 3  | 80,19 | 11 | 111,07 |
| 12   | Makar Suncew     | 162,00      | 12 | 54,44 | 12 | 107,56 |

### Solistki
| Poz. | Zawodniczka       | Nota łączna | SP | SP    | FS | FS     |
| ---- | ----------------- | ----------- | -- | ----- | -- | ------ |
| 1    | Kaori Sakamoto    | 205,21      | 1  | 69,69 | 1  | 135,52 |
| 2    | Rion Sumiyoshi    | 190,21      | 2  | 68,65 | 3  | 121,56 |
| 3    | Amber Glenn       | 185,39      | 11 | 51,61 | 2  | 133,78 |
| 4    | Kim Chae-yeon     | 181,42      | 3  | 66,19 | 4  | 115,23 |
| 5    | Lorine Schild     | 175,71      | 5  | 61,07 | 6  | 114,64 |
| 6    | Nella Pelkonen    | 172,88      | 8  | 58,12 | 5  | 114,76 |
| 7    | Lara Naki Gutmann | 168,33      | 7  | 58,24 | 8  | 110,09 |
| 8    | You Young         | 168,14      | 4  | 63,46 | 9  | 104,68 |
| 9    | Mana Kawabe       | 161,00      | 12 | 50,12 | 7  | 110,88 |
| 10   | Starr Andrews     | 154,42      | 9  | 57,36 | 10 | 97,06  |
| 11   | Janna Jyrkinen    | 153,74      | 6  | 58,63 | 11 | 95,11  |
| 12   | Oona Ounasvuori   | 144,16      | 10 | 54,21 | 12 | 89,95  |

### Pary sportowe
| Poz. | Zawodnicy                              | Nota łączna | SP | SP    | FS | FS     |
| ---- | -------------------------------------- | ----------- | -- | ----- | -- | ------ |
| 1    | Minerva Fabienne Hase / Nikita Wołodin | 192,72      | 3  | 63,59 | 1  | 129,13 |
| 2    | Sara Conti / Niccolò Macii             | 188,60      | 2  | 65,00 | 3  | 123,60 |
| 3    | Marija Pawłowa / Aleksiej Swiatczenko  | 186,19      | 4  | 61,53 | 2  | 124,66 |
| 4    | Peng Cheng / Wang Lei                  | 186,16      | 1  | 65,25 | 4  | 120,91 |
| 5    | Camille Kowalow / Pawieł Kowalow       | 152,54      | 7  | 55,45 | 5  | 97,09  |
| 6    | Ellie Kam / Danny O’Shea               | 152,16      | 6  | 55,99 | 6  | 96,17  |
| 7    | Brooke McIntosh / Benjamin Mimar       | 147,27      | 5  | 56,61 | 8  | 90,6   |
| 8    | Milania Väänänen / Filippo Clerici     | 142,69      | 8  | 48,56 | 7  | 94,13  |

### Pary taneczne
| Poz. | Zawodnicy                                      | Nota łączna | RD | RD    | FD | FD     |
| ---- | ---------------------------------------------- | ----------- | -- | ----- | -- | ------ |
| 1    | Madison Chock / Evan Bates                     | 209,46      | 1  | 85,61 | 1  | 123,85 |
| 2    | Laurence Fournier Beaudry / Nikolaj Sørensen   | 206,32      | 2  | 82,62 | 2  | 123,70 |
| 3    | Juulia Turkkila / Matthias Versluis            | 195,80      | 3  | 77,65 | 3  | 118,15 |
| 4    | Christina Carreira / Anthony Ponomarenko       | 188,76      | 4  | 74,58 | 4  | 114,18 |
| 5    | Emilea Zingas / Wadym Kołesnyk                 | 183,78      | 5  | 72,13 | 5  | 111,65 |
| 6    | Yuka Orihara / Juho Pirinen                    | 176,73      | 7  | 69,52 | 6  | 107,21 |
| 7    | Kateřina Mrázková / Daniel Mrázek              | 172,58      | 6  | 70,59 | 7  | 101,99 |
| 8    | Nadiia Bashynska / Peter Beaumont              | 167,87      | 8  | 67,68 | 8  | 100,19 |
| 9    | Jennifer Janse van Rensburg / Benjamin Steffan | 164,55      | 9  | 65,53 | 9  | 99,02  |
| 10   | Marija Ignatiewa / Danijil Szemko              | 147,40      | 10 | 57,57 | 10 | 89,83  |